# フランク・ザウエルブレイ
フランク・ザウエルブレイ（Frank Sauerbrey）は東ドイツの元スキージャンプ選手。

## プロフィール
1984-1985シーズンのスキージャンプ週間でスキージャンプ・ワールドカップにデビューし。第3戦インスブルックで自己最高位の10位となった。
1985年ノルディックスキー世界選手権では70m級31位、団体戦では銅メダルを獲得した。1985-1986シーズン限りで現役を退いた。